# مزرعة رياح جبل الزيت
مزرعة رياح جبل الزيت هي محطة إنتاج الكهرباء بواسطة طاقة الرياح وتقع على بعد 350 كيلو من طريق القطامية-العين السخنة الواصل إلى مدينة الغردقة بمحاذاة الجانب الغربى للطريق الساحلى المؤدي الغردقة، عند الكيلو 118 بمنطقة جبل الزيت بعد مدينة رأس غارب. مساحة المحطة 100 كيلو متر مربع وتضم 300 توربينة رياح.
بدء مشروع إنشاء المحطة في عام 2015 وكان وقتها يضم 120 توربينة بإجمالى قدرات 240 ميجا وات، ولاحقا تم الانتهاء من 100 توربينة بقدرة 200 ميجا حتى الوصول إلى القدر المطلوبة. وصلت تكلفة مزرعة جبل الزيت تبلغ حوالى 12 مليار جنيه.
وتم إنشاء المزرعة بأهداف زيادة كمية الطاقة النظيفة في الشبكة الوطنية المصرية وتخفيض استهلاك الوقود الأحفوري حيث من المتوقع أن توفر أكثر من 1.3 مليون طن وتقليل كمية انبعاث غازات الاحتباس الحراري حيث من المتوقع أن توفر أكثر من 25.8 مليون طن مكافئ من ثاني أكسيد الكربون وإضافة أكثر من 1.7 مليون فرصة عمل لكل في كل من مصر ودول الاتحاد الأوروبي. وزيادة وعي المجتمع المصري بأهمية الطاقة النظيفة. تنمية المجتمع المحلي والتقليل من أي تأثير سلبي لتنفيذ المشروع على البيئة المحيطة وحماية النظام البيئ.
قدم الإتحاد الأوروبي منحة قدرها 30 مليون يورو للمشروع بتكلفة إجمالية قدرها 340 مليون يورو. كما ساهم العديد من المانحين الأوروبيين ، بما في ذلك بنك التنمية الألماني ، في هذا المشروع الطموح على شواطئ البحر الأحمر ، بهدف توليد طاقة نظيفة. إجمالاً ، يولد مشروع جبل الزيت 580 ميغاواط، مقابل 850 كيلوغراماً لكل توربينة في الزعفرانة. يتم تنظيف كل توربين كل عامين ويخضع للصيانة كل ستة أشهر.

## إمكانات وقدرات المحطة[7][8][9]
- تتكون المحطة من ثلاثة مبان إدارية، بما في ذلك مبنى غرف التحكم بالمحطة، والتي تم إنشاؤها وتصميمها بما يتماشى مع المعايير الدولية.
- يوجد بداخل أعمدة التوربينات بالمزرعة مصاعد كهربائية للصيانة الدورية، وتصل سرعة دوران التوربينات إلى 16 دورة في الدقيقة، وتصل سرعة الرياح في منطقة المحطة إلى 12 -33 متر/ثانية.
- يصل معدل الإنتاج بمحطة جبل الزيت إلى رقم معياري، حيث وصل إلى 52% من إجمالى قدرة المحطة.
- تحتوى المحطة على نظام مراقبة الطيور المهاجرة من خلال الرادار، حيث يتم إيقاف التوربينات عند مرورها ثم إعادة تشغيلها لاحقا. وذلك للحفاظ على سلامة الطيور التي قد يبلغ عددها 300 ألف طائر.

## روابط خارجية
- محطة رياح جبل الزيت